# Sydney Football Club
El Sydney Football Club és un club de futbol australià de la ciutat de Sydney. Juga a l'A-League, la màxima competició del país, des de la seva fundació el 2004.

## Història
Quan la Federació Australiana (FFA) va decidir eliminar la National Soccer League per a crear un nou campionat conegut com l'A-League, la Federació local de Nova Gal·les del Sud va sol·licitar una plaça per a un equip amb seu a Sydney, el Sydney Football Club. La FFA va acceptar la candidatura l'1 de novembre de 2004. El primer president de l'entitat va ser Walter Bugno i el primer entrenador Pierre Littbarski.
El Sydney FC va atraure a internacionals australians com Clint Bolton, Steve Corica i David Zdrilic i com a primer jugador-franquícia va contractar a l'exjugador del Manchester United FC Dwight Yorke de Trinitat i Tobago.

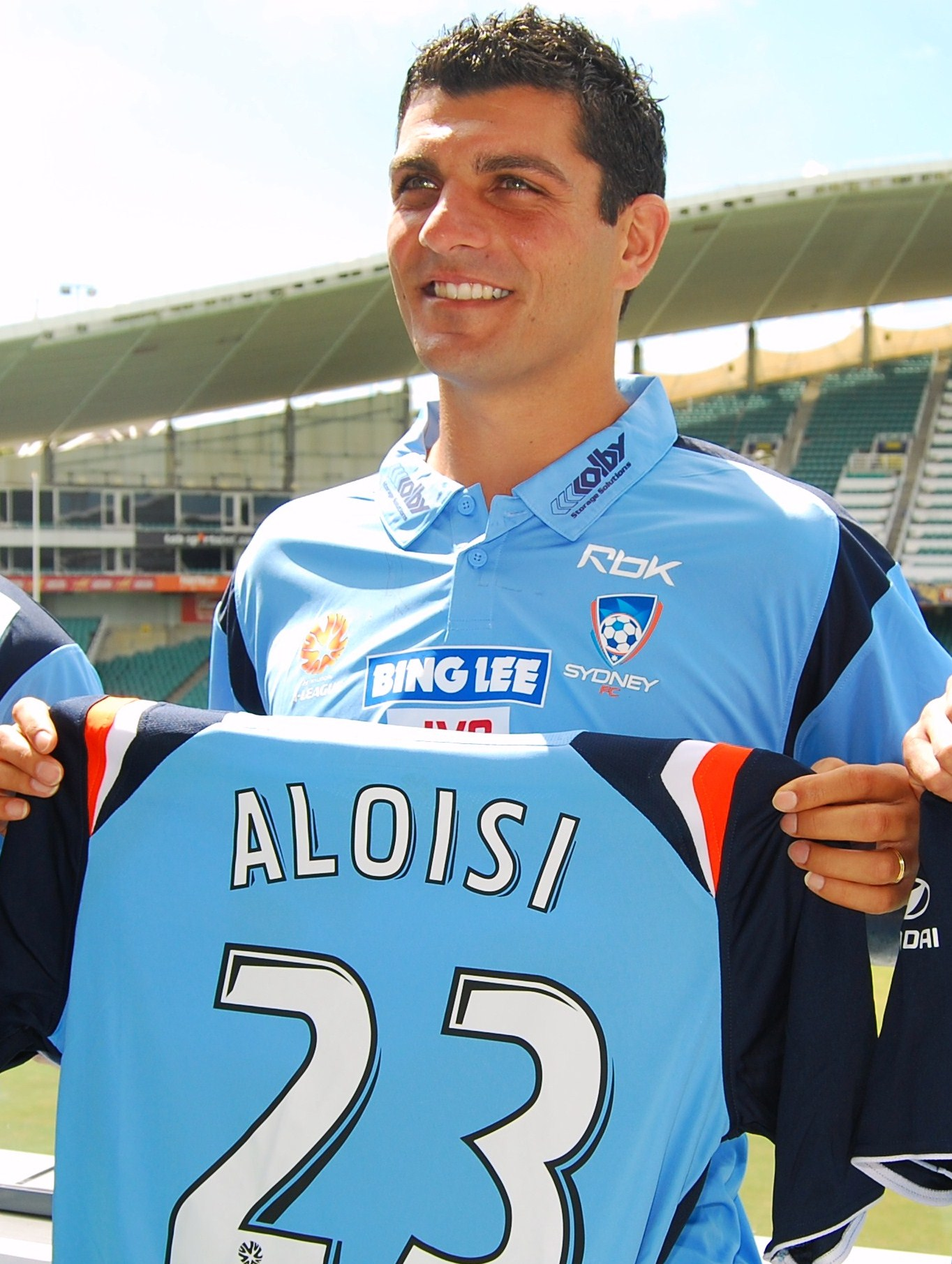
John Aloisi presentat amb el Sydney FC.

Al torneig de selecció de representant australià per a la Lliga de Campions de l'OFC de 2005 el Sydney FC va aconseguir la classificació, aconseguint el títol del campionat oceànic en guanyar l'AS Magenta de Nova Caledònia per dos gols a zero. Aquest triomf els va permetre participar en el Campionat del Món de Clubs de futbol de 2005, perdent en la primera ronda contra el Club Deportivo Saprissa.
A la primera temporada de l'A-League, el Sydney FC va aconseguir el segon lloc a la lliga, aconseguint el campionat a les rondes eliminatòries, guanyant el Central Coast Mariners FC per 1-0.
A la segona campanya, l'entrenador Pierre Littbarski va ser substituït per Terry Butcher, reforçant l'equip amb les contractacions de Ruben Zadkovich i Alex Brosque malgrat la baixa de Dwight Yorke. L'equip aconseguí la quarta posició, sent eliminat a les semifinals dels play-offs pel títol.
A la temporada 2007-08, es va contractar a Juninho Paulista com a jugador-franquícia, assolint la tercera posició, però caient novament a les semifinals.
A la 2008-09, amb les incorporacions de John Aloisi, Mark Bridge o Simon Colosimo, l'equip va quedar cinquè, no aconseguint la classificació per a les rondes eliminatòries pel títol.
A la següent temporada, la cinquena a l'A-League, va aconseguir la primera plaça a la lliga, passant a les rondes eliminatòries pel títol.

## Uniforme
- Uniforme titular: samarreta blava aiguamarina, pantalons blau marí, mitges blaves aiguamarina.
- Uniforme alternatiu: samarreta blanca, pantalons blaus aiguamarina, mitges blanques.

## Estadi
El Sydney FC juga els seus partits com a local en el Sydney Football Stadium, conegut fins al 2007 com Aussie Stadium i localitzat a la ciutat de Sydney. Va ser construït el 1988 com el primer estadi rectangular per a rugbi a 13, i també s'utilitza per a albergar partits de rugbi union. Compta amb capacitat per a 45.000 espectadors.
El camp el comparteix amb el Sydney Roosters, de la National Rugby League, els New South Wales Waratahs, de la Super 14, i ocasionalment els Wests Tigers, de l'NRL.

## Palmarès
- A-League (5): 2005-06 , 2009-10 , 2016-17 , 2018-19, 2019-20
- Premiership (4): 2009-10 , 2016-17 , 2017-18, 2019-20
- Australia Cup (2): 2017, 2023
- Campionat de Clubs d'Oceania (1): 2005